# Тибетский улар
Тибетский улар, или тибетская горная индейка (лат. Tetraogallus tibetanus) — птица из семейства фазановых.

## Описание
Голова, шея и участок спины у шеи темно-серые с охристым налётом. Спина покрыта густым чёрным крапом. Брюхо покрыто полосами чёрного и белого цветов, черные полосы уже белых. зоб и грудь беловатого оттенка.
Самка отличается от самца рыжеватым налетом и темными крапинами на голове и шее.
Длина крыла у тибетского улара колеблется в пределах 258—271 мм.

## Места обитания
Места обитания располагаются от Восточного Памира и Ладакха до Тибета и Центральных Гималаев. В основном обитают по каменистым россыпям на высоте от 4300 до 5000 м над уровнем моря.

## Галерея

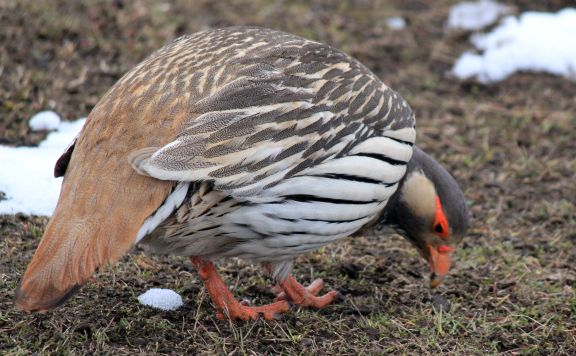
Самец в национальном парке Сагарматха
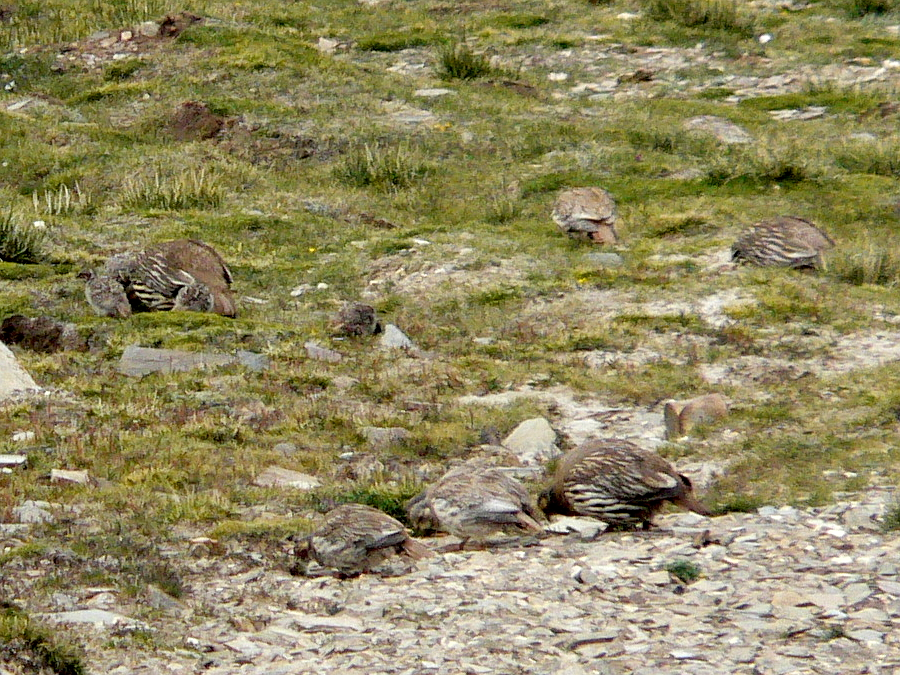
Небольшая группа птиц
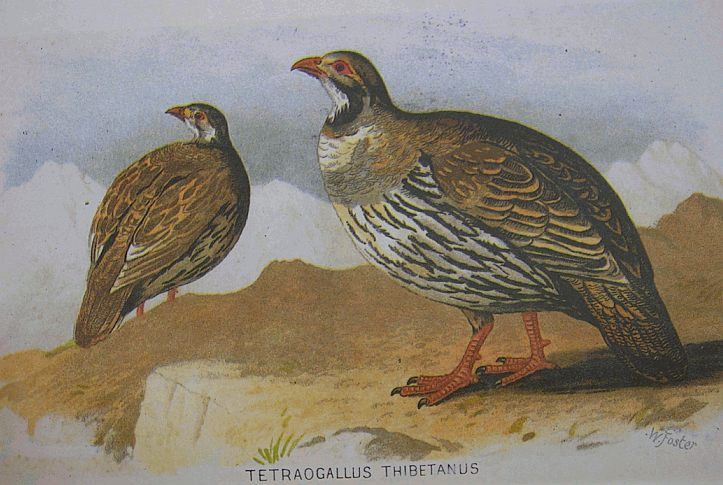
Иллюстрация